# Just Friends (film, 2018)
Pour les articles homonymes, voir Just Friends.
Pour plus de détails, voir Fiche technique et Distribution.
Just Friends (Gewoon Vrienden) est un téléfilm néerlandais réalisé par Elen Smit, sorti le 7 mars 2018  sur la chaîne BNN.

## Synopsis
Joris est un jeune homme riche et désœuvré depuis la mort de son père. Yad, surfeur d'origine syrienne, est de retour à Almere après avoir frôlé l'overdose à Amsterdam. Sa mère le pousse à travailler, et Yad fait des ménages chez Ans, la grand-mère de Joris, qui a survécu aux persécutions contre les Juifs pendant l'occupation allemande. Joris et Yad se rencontrent et se plaisent très vite, mais pourront-ils surmonter ce qui les sépare ?

## Fiche technique
Sauf indication contraire, les informations mentionnées dans cette section peuvent être confirmées par la base de données cinématographiques IMDb,  présente dans la section « Liens externes ».
- Titre original : Gewoon Vrienden
- Réalisation : Annemarie van de Mond sous le nom d'Elen Smit
- Scénario : Henk Burger
- Musique : Rob Peters
- Costumes : Ingrid Schagen	et Lynn van Eck
- Photographie : Tjitte Jan Nieuwkoop
- Montage : Godelinde Pollmann
- Production : Steven Berendsen, Gemma Derksen, Denis Wigman, Marijn Wigman
- Production associée :
- Société de production : CTM Films
- Société de distribution : BNN, Edition Salzgeber, Optimale, Wolfe Releasing
- Pays de production :  Pays-Bas
- Langue originale : néerlandais
- Genre : comédie dramatique
- Durée : 80 minutes
- Dates de sortie :  7 mars 2018

## Distribution
- Majd Mardo : Yad
- Josha Stradowski : Joris
- Jenny Arean : Ans
- Tanja Jess : Simone, la mère de Joris
- Melody Klaver : Moon, la sœur de Joris
- Mohamad Alahmad : Elias, le père de Yad
- Nazmiye Oral : Maryam, la mère de Yad
- Elène Zuidmeer : Fientje
- Roscoe Leijen : Gerlof, le père de Joris
- Sjoerd Dragtsma : Mitch
- Younes Badrane : un entraîneur
- Stan Gobel : Joris enfant
- Renske Hettinga : Moon enfant
- Anne Prakke : Bart
- Sonia Eijken : Lely, la sœur de Yad
- Malcolm Hugo Glenn : Erwin
- Tessa du Mee : la préposée du crématorium
- Justin Mooijer : un ami de Yad

## Accueil

### Récompenses
- Festival international du film queer de Perth 2018 : Prix du public et prix du meilleur acteur pour Josha Stradowski[1]
- Out at the Movies Winston-Salem 2018 : prix du film narratif[1]

### Critiques
Pour le magazine gay australien Out in Perth, « c'est l'exploration des relations des garçons avec leurs mères (et grand-mère) qui fait passer ce film de simple comédie romantique à un excellent morceau de cinéma queer ».
Pour Dutch Culture USA, c'est un vrai conte moderne d'amour queer.